# Driekleurige gifkikker
De driekleurige gifkikker (Epipedobates tricolor) is een kikker die behoort tot de familie pijlgifkikkers (Dendrobatidae). De soort werd voor het eerst wetenschappelijk beschreven door George Albert Boulenger in 1899. Oorspronkelijk werd de wetenschappelijke naam Prostherapis tricolor gebruikt. Er is veel over de soort bekend omdat deze beweeglijke, dagactieve kikker veel in terraria wordt gehouden en zich makkelijk laat kweken.

## Uiterlijke kenmerken
De driekleurige gifkikker is een kleine, gedrongen kikker die te herkennen is aan de zeer bonte en afstekende kleuren. De mannetjes worden 19 tot 24,5 millimeter lang en de vrouwtjes worden iets groter; 21,5 tot 26,5 millimeter. De huid is glad en steenrood van kleur met drie meestal duidelijk afstekende groene lengtestrepen op de rug. Exemplaren met een netachtige vlekkentekening komen ook voor. De kleur van die strepen varieert per individu, hetgeen door kwekers wordt gebruikt om ook blauwe en witte varianten op de markt te brengen. De huid van de jonge dieren is bruin.

## Verspreiding
De driekleurige gifkikker leeft in Zuid-Amerika en is endemisch in Ecuador. De kikker is aangetroffen op een hoogte van ongeveer 1000 tot 1770 meter boven zeeniveau in beboste hellingen van de Andes.

## Voortplanting

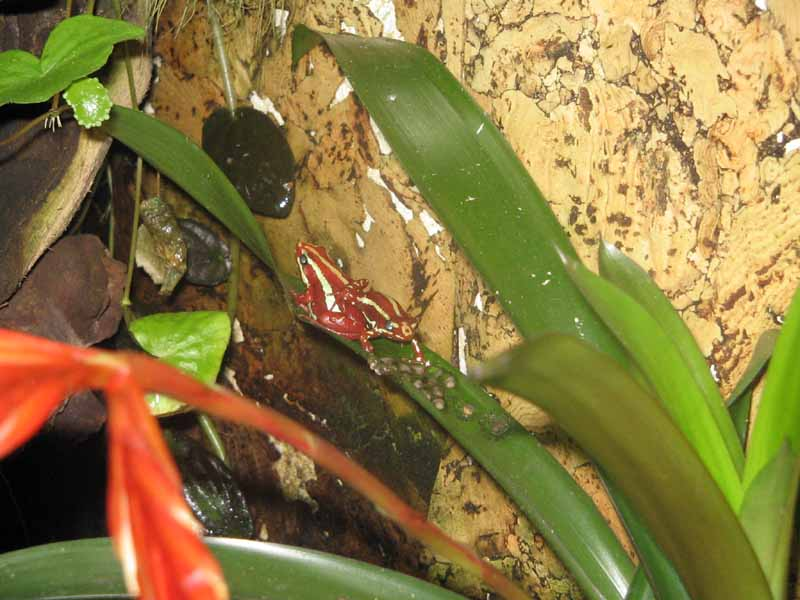
Man, vrouw en legsel.

De driekleurige gifkikker plant zich relatief makkelijk voort en is daardoor een populaire soort in de dierenhandel. De mannetjes laten een baltsroep horen, die lijkt op een roller van een zangkanarie; een hard, hoog fluitend geluid. De paargreep waarmee het mannetje en het vrouwtje zich aan elkaar vasthouden wordt ook de amplexus genoemd. Het vrouwtje zet dan 20 tot 25 eieren af op de bodem tussen de bladeren die worden bewaakt en verzorgd door het mannetje. Na ongeveer 3 weken komen ze uit. De kikkervisjes worden dan door het mannetje op de rug genomen en naar het water gebracht. Hierdoor lopen de larven minder kans als ei te worden opgegeten. Na twee maanden zijn de larven gemetamorfoseerd tot kleine kikkertjes. Als de driekleurige gifkikker het larvestadium gepasseerd is duurt het nog twee maanden voordat het dier geslachtsrijp is.